# Leichtathletik-Europameisterschaften 1994
| 16. Leichtathletik-Europameisterschaften | 16. Leichtathletik-Europameisterschaften |
| ---------------------------------------- | ---------------------------------------- |
|                                          |                                          |
| Stadt                                    | Helsinki                                 |
| Stadion                                  | Olympiastadion                           |
| Wettbewerbe                              | 44 (Männer: 24 / Frauen: 20)             |
| Eröffnung                                | 9. August 1994                           |
| Schlussfeier                             | 14. August 1994                          |
| Chronik                                  |                                          |
| ← Split 1990                             | Budapest 1998 →                          |

| Medaillenspiegel (Endstand nach 44 Entscheidungen) | Medaillenspiegel (Endstand nach 44 Entscheidungen) | Medaillenspiegel (Endstand nach 44 Entscheidungen) | Medaillenspiegel (Endstand nach 44 Entscheidungen) | Medaillenspiegel (Endstand nach 44 Entscheidungen) | Medaillenspiegel (Endstand nach 44 Entscheidungen) |
| Platz                                              | Land                                               | Gold                                               | Silber                                             | Bronze                                             | Gesamt                                             |
| -------------------------------------------------- | -------------------------------------------------- | -------------------------------------------------- | -------------------------------------------------- | -------------------------------------------------- | -------------------------------------------------- |
| 01                                                 | Russland                                           | 10                                                 | 8                                                  | 7                                                  | 25                                                 |
| 02                                                 | Großbritannien                                     | 06                                                 | 5                                                  | 2                                                  | 13                                                 |
| 03                                                 | Deutschland                                        | 05                                                 | 4                                                  | 5                                                  | 14                                                 |
| 04                                                 | Frankreich                                         | 04                                                 | 3                                                  | 2                                                  | 09                                                 |
| 05                                                 | Ukraine                                            | 03                                                 | 6                                                  | 3                                                  | 12                                                 |
| 06                                                 | Spanien                                            | 03                                                 | 2                                                  | 4                                                  | 09                                                 |
| 07                                                 | Norwegen                                           | 03                                                 | 2                                                  | 1                                                  | 06                                                 |
| 08                                                 | Italien                                            | 02                                                 | 3                                                  | 3                                                  | 08                                                 |
| 09                                                 | Portugal                                           | 02                                                 | 1                                                  | –                                                  | 03                                                 |
| 10                                                 | Bulgarien                                          | 02                                                 | –                                                  | 3                                                  | 05                                                 |
| Vollständiger Medaillenspiegel                     |                                                    |                                                    |                                                    |                                                    |                                                    |

Die 16. Leichtathletik-Europameisterschaften fanden vom 9. bis zum 14. August 1994 in Helsinki statt, zum zweiten Mal nach 1971. Die Wettkämpfe wurden im Olympiastadion von 1952 ausgetragen. Deutschland trat nach der Wiedervereinigung 1990 nun erstmals seit 1962 wieder mit einem gesamtdeutschen Team an.

## Wettbewerbe

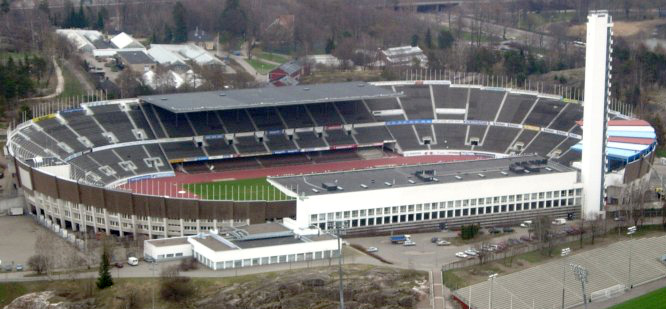
Das Olympiastadion von Helsinki im Jahr 2005

Der Wettbewerbskanon der Frauen wurde wieder um eine Disziplin erweitert. Neue Frauendisziplin war der Dreisprung. Damit fehlte bei den Sprungdisziplinen nur noch der Stabhochsprung, bei den Wurfdisziplinen war der Hammerwurf noch nicht Teil des Frauenprogramms. Die Länge der Gehstrecke blieb bei dieser und den kommenden Europameisterschaften noch bei zehn Kilometern.
Eingeführt wurde für Männer und Frauen außerdem der sogenannte Marathon-Cup. Hierbei handelt es sich um eine Mannschaftswertung der Einzelergebnisse aus dem Marathonlauf. Die Reihenfolge ergibt sich dabei aus der Addition der besten drei Läufer eines Teams. In den Medaillenspiegel gingen die Resultate allerdings nicht ein.

## Sportliche Leistungen
Erfolgreichste Nation war Russland mit zehn EM-Titeln vor Großbritannien (sechs Titel), Deutschland (fünf) und Frankreich (vier).
In acht Disziplinen wurden zehn Meisterschaftsrekorde aufgestellt:
- 100 Meter Männer: 10,08 min – Linford Christie (Großbritannien), Viertelfinale bei einem Rückenwind von 0,7 m/s
- 1500 Meter Männer: 3:35,27 min – Fermín Cacho (Spanien), Finale
- Marathonlauf Männer: 2:10:31 h – Martín Fiz (Spanien)
- 110 Meter Hürden Männer: 13,16 s – Colin Jackson (Großbritannien), Vorlauf bei einem Rückenwind von 1,5 m/s
- 110 Meter Hürden Männer: 13,04 s – Colin Jackson (Großbritannien), Halbfinale bei einem Rückenwind von 1,0 m/s
- 20-km-Gehen Männer: 1:18:45 h – Michail Schtschennikow (Russland)
- Hochsprung Männer: 2,35 m – Steinar Hoen (Norwegen), Finale
- Stabhochsprung Männer: 6,00 m – Rodion Gataullin (Russland), Finale
- 10-km-Gehen Frauen: 42:43 min – Sari Essayah (Finnland)
- Dreisprung Frauen: 14,33 min – Anna Birjukowa (Russland), Qualifikation bei einem Rückenwind von 1,7 m/s
- Dreisprung Frauen: 14,89 min – Anna Birjukowa (Russland), Finale bei einem Rückenwind von 1,1 m/s

Außerdem gab es drei neue Landesrekorde in zwei Disziplinen.
Bei den einzelnen Sportlern sind besonders folgende Erfolge zu nennen.
- Drei Athleten errangen je zwei Goldmedaillen bei diesen Meisterschaften:
  - Irina Priwalowa (Russland) – 100 Meter, 200 Meter
  - Du’aine Ladejo (Großbritannien) – 400 Meter, 4 × 100 m
  - Marie-José Perec (Frankreich) – 400 Meter, 4 × 400 m
- Sieben der Europameister von 1994 hatten bereits vorher EM-Titel gewonnen:
  - Heike Drechsler (Deutschland) – Weitsprung, dritter Sieg in Folge seit 1986, darüber hinaus Europameisterin 1986 über 200 Meter, damit vierfache Europameisterin
  - Linford Christie (Großbritannien) – 100 Meter, dritter Sieg in Folge seit 1986, damit dreifacher Europameister
  - Colin Jackson (Großbritannien) – 110 Meter Hürden, Wiederholung seines Erfolgs von 1990, damit zweifacher Europameister
  - Rodion Gataullin (Russland) – Stabhochsprung, Wiederholung seines Erfolgs von 1990, damit zweifacher Europameister
  - Steve Backley (Großbritannien) – Speerwurf, Wiederholung seines Erfolgs von 1990, damit zweifacher Europameister
  - Ilke Wyludda (Deutschland) – Diskuswurf, Wiederholung ihres Erfolgs von 1990, damit zweifache Europameisterin
  - Sabine Braun (Deutschland) – Siebenkampf, Wiederholung ihres Erfolgs von 1990, damit zweifache Europameisterin

## Doping
Bei diesen Europameisterschaften gab es folgenden Dopingfall:
- Sofia Boschanowa, Bulgarien, Dreisprung – zunächst auf Rang vier. Sie wurde positiv getestet auf das Amphetamin Mesocarb. Die auf den Rängen ab fünf liegenden Dreispringerinnen rückten in der Ergebnisliste anschließend um jeweils einen Rang nach vorne.[1]

## Legende
Kurze Übersicht zur Bedeutung der Symbolik – so üblicherweise auch in sonstigen Veröffentlichungen verwendet:
| CR    | Championshiprekord                                           |
| NR    | Nationaler Rekord                                            |
| NU23R | Nationaler U23-Rekord                                        |
| w     | Rückenwindunterstützung über dem erlaubten Limit von 2,0 m/s |
| DSQ   | disqualifiziert                                              |

## Resultate Männer

### 100 m
| Platz | Athlet                | Land | Zeit (s) |
| ----- | --------------------- | ---- | -------- |
| 1     | Linford Christie      | GBR  | 10,14    |
| 2     | Geir Moen             | NOR  | 10,20    |
| 3     | Alexandr Porchomowski | RUS  | 10,31    |
| 4     | Oleg Kramarenko       | UKR  | 10,38    |
| 5     | Daniel Cojocaru       | ROM  | 10,39    |
| 6     | Marc Blume            | GER  | 10,40    |
| 7     | Alexandros Terzian    | GRE  | 10,42    |
| 8     | Jason John            | GBR  | 10,46    |

Finale: 8. August
Wind: −0,5 m/s

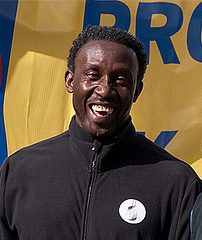
Linford Christie – hier im Jahr 2009 – wiederholte seine Erfolge von 1986 und 1990

Europameister Linford Christie verbesserte seinen eigenen Meisterschaftsrekord im ersten Viertelfinalrennen am Tag vor dem Finale um eine Hundertstelsekunde auf 10,08 Sekunden.

### 200 m
| Platz | Athlet                   | Land | Zeit (s) |
| ----- | ------------------------ | ---- | -------- |
| 1     | Geir Moen                | NOR  | 20,30    |
| 2     | Wladyslaw Dolohodin      | UKR  | 20,47    |
| 3     | Patrick Stevens          | BEL  | 20,68    |
| 4     | Serhij Ossowytsch        | UKR  | 20,70    |
| 5     | Jean-Charles Trouabal    | FRA  | 20,70    |
| 6     | Andrei Fedoriw           | RUS  | 20,78    |
| 7     | Georgios Panagiotopoulos | GRE  | 20,92    |
| 8     | Dave Dollé               | SUI  | 21,10    |

Finale: 11. August
Wind: +0,1 m/s

### 400 m

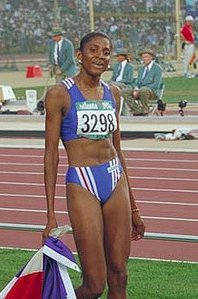
Marie-José Perec – eine herausragende Sportlerin ihrer Zeit

| Platz | Athlet             | Land | Zeit (s) |
| ----- | ------------------ | ---- | -------- |
| 1     | Du’aine Ladejo     | GBR  | 45,09    |
| 2     | Roger Black        | GBR  | 45,20    |
| 3     | Mathias Rusterholz | SUI  | 45,96    |
| 4     | Dmitri Golowastow  | RUS  | 46,01    |
| 5     | Anton Iwanow       | BUL  | 46,20    |
| 6     | Michail Wdowin     | RUS  | 46,23    |
| 7     | Štefan Balošák     | SVK  | 46,64    |
| 8     | Dmitri Kossow      | RUS  | 46,69    |

Finale: 11. August

### 800 m
| Platz | Athlet             | Land | Zeit (min) |
| ----- | ------------------ | ---- | ---------- |
| 1     | Andrea Benvenuti   | ITA  | 1:46,12    |
| 2     | Vebjørn Rodal      | NOR  | 1:46,53    |
| 3     | Tomás de Teresa    | ESP  | 1:46,57    |
| 4     | Nico Motchebon     | GER  | 1:46,65    |
| 5     | Giuseppe D’Urso    | ITA  | 1:46,90    |
| 6     | Craig Winrow       | GBR  | 1:47,09    |
| 7     | José Manuel Cerezo | ESP  | 1:47,58    |
| 8     | Atle Douglas       | NOR  | 1:47,90    |

Finale: 14. August

### 1500 m

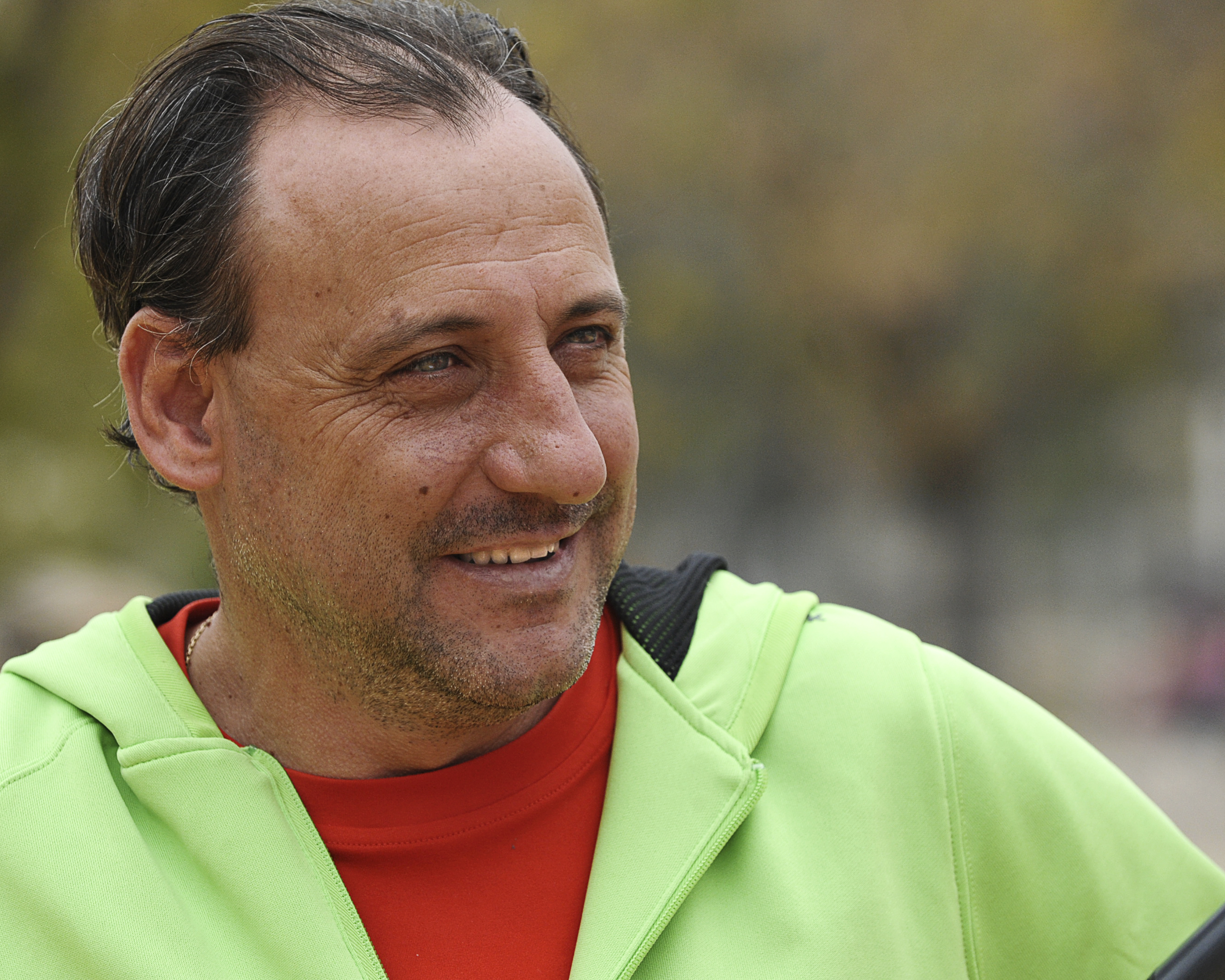
Nach seinem Olympiasieg 1992 im eigenen Land wurde Fermín Cacho nun auch Europameister

| Platz | Athlet                | Land | Zeit (min) |
| ----- | --------------------- | ---- | ---------- |
| 1     | Fermín Cacho          | ESP  | 3:35,27 CR |
| 2     | Isaac Viciosa         | ESP  | 3:36,01000 |
| 3     | Branko Zorko          | CRO  | 3:36,88000 |
| 4     | Éric Dubus            | FRA  | 3:37,44000 |
| 5     | Andrij Bulkowskij     | UKR  | 3:37,81000 |
| 6     | Manuel Pancorbo       | ESP  | 3:38,16000 |
| 7     | Rüdiger Stenzel       | GER  | 3:38,36000 |
| 8     | Abdelkader Chékhémani | FRA  | 3:38,42000 |

Finale: 9. August

### 5000 m

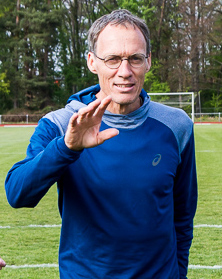
Nach Olympiasilber 1988 und Olympiagold 1992 nun EM-Gold für Dieter Baumann (hier im Jahr 2017)

| Platz | Athlet           | Land | Zeit (min) |
| ----- | ---------------- | ---- | ---------- |
| 1     | Dieter Baumann   | GER  | 13:36,93   |
| 2     | Robert Denmark   | GBR  | 13:37,50   |
| 3     | Abel Antón       | ESP  | 13:38,04   |
| 4     | Abdellah Béhar   | FRA  | 13:38,36   |
| 5     | John Nuttall     | GBR  | 13:38,65   |
| 6     | José Carlos Adán | ESP  | 13:39,16   |
| 7     | Risto Ulmala     | FIN  | 13:40,84   |
| 8     | Anacleto Jiménez | ESP  | 13:41,60   |

Finale: 14. August

### 10.000 m

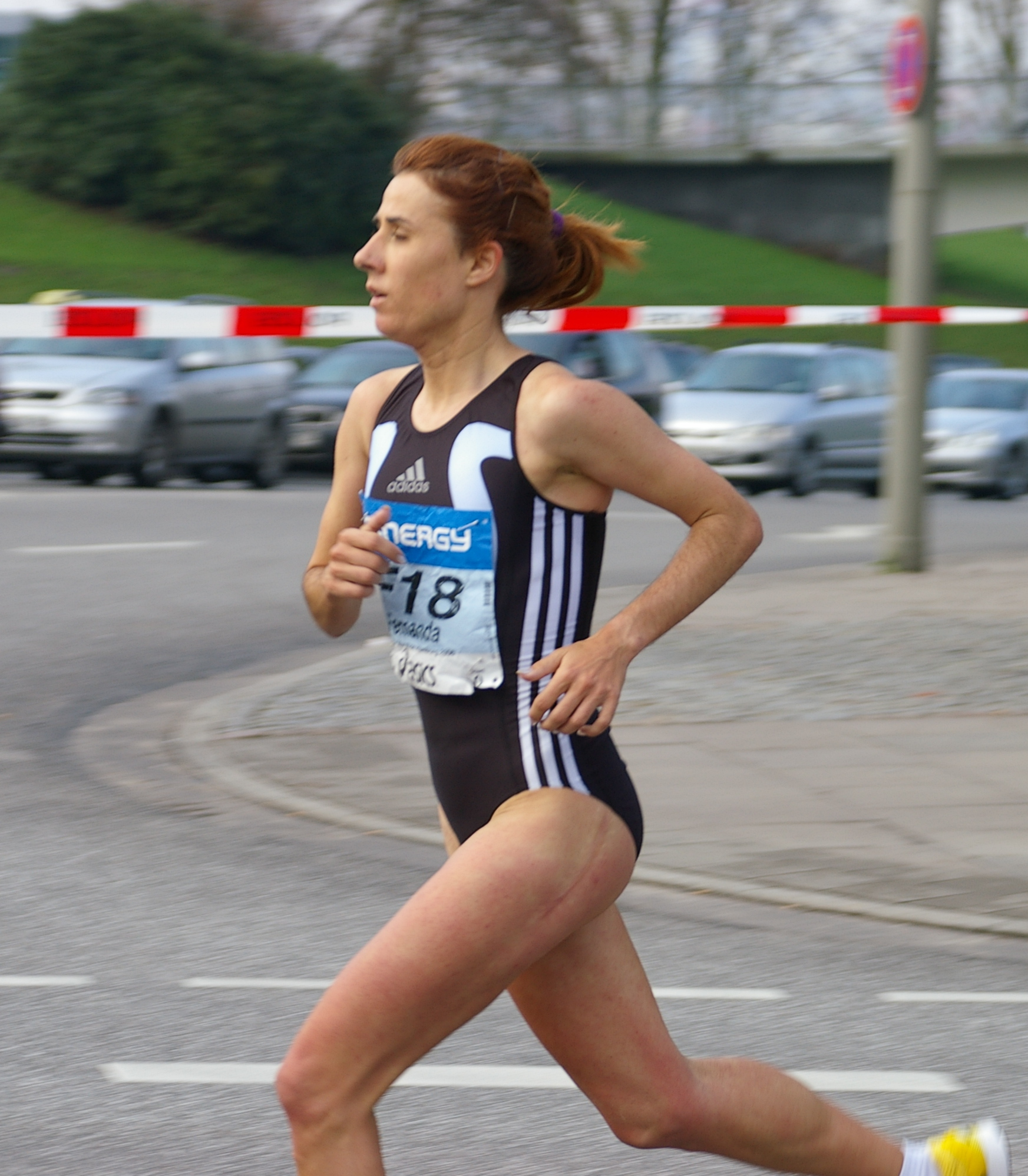
Mit mehr als 24 Sekunden Vorsprung siegte Fernanda Ribeiro

| Platz | Athlet             | Land | Zeit (min) |
| ----- | ------------------ | ---- | ---------- |
| 1     | Abel Antón         | ESP  | 28:06,03   |
| 2     | Vincent Rousseau   | BEL  | 28:06,63   |
| 3     | Stéphane Franke    | GER  | 28:07,95   |
| 4     | Róbert Štefko      | SVK  | 28:08,02   |
| 5     | Paulo Guerra       | POR  | 28:10,18   |
| 6     | Joao Junqueira     | POR  | 28:10,55   |
| 7     | Jan Pesava         | CZE  | 28:10,72   |
| 8     | Carlos de la Torre | ESP  | 28:10,77   |

Datum: 7. August

### Marathon
| Platz | Athlet            | Land | Zeit (h)   |
| ----- | ----------------- | ---- | ---------- |
| 1     | Martín Fiz        | ESP  | 2:10:31 CR |
| 2     | Diego García      | ESP  | 2:10:46000 |
| 3     | Alberto Juzdado   | ESP  | 2:11:18000 |
| 4     | Richard Nerurkar  | GBR  | 2:11:56000 |
| 5     | Luigi Di Lello    | ITA  | 2:12:41000 |
| 6     | António Rodrigues | POR  | 2:12:43000 |
| 7     | Manuel Matias     | POR  | 2:12:48000 |
| 8     | Harri Hänninen    | FIN  | 2:13:21000 |

Datum: 14. August

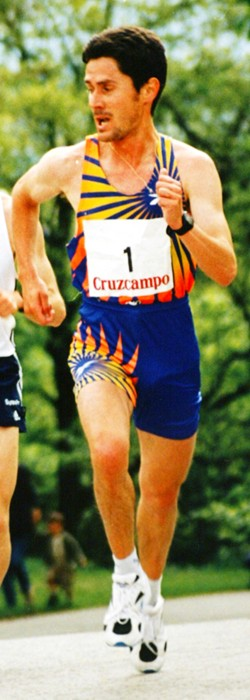
Martín Fiz

Martín Fiz – Foto rechts – gelang bei seinem Sieg auf der Marathonstrecke ein neuer Meisterschaftsrekord

#### Marathon-Cup
| Platz | Land           | Athleten                                            | Zeit (h) |
| ----- | -------------- | --------------------------------------------------- | -------- |
| 1     | Spanien        | Martín Fiz Diego García Alberto Juzdado             | 6:32:35  |
| 2     | Portugal       | António Rodrigues Manuel Matias António Pinto       | 6:38:55  |
| 3     | Frankreich     | Dominique Chauvelier Noureddine Sobhi Bruno Le Stum | 6:42:10  |
| 4     | Deutschland    | Konrad Dobler Kurt Stenzel Rainer Wachenbrunner     | 6:48:37  |
| 5     | Großbritannien | Richard Nerurkar Peter Whitehead William Foster     | 6:45:48  |
| 6     | Italien        | Luigi Di Lello Raffaello Alliegro Walter Durbano    | 6:46:06  |
| 7     | Polen          | Jan Huruk Grzegorz Gajdus Wieslaw Perszke           | 6:46:57  |
| 8     | Russland       | Oleg Strizhakov Jakow Tolstikow Eduard Tuchbatullin | 6:47:21  |

Datum: 14. August
Im Marathonlauf gab es zusätzlich auch eine Teamwertung, für die die Zeiten der drei besten Läufer je Nation addiert wurden. Die Wertung zählte allerdings nicht zum offiziellen Medaillenspiegel.

### 110 m Hürden
| Platz | Athlet              | Land | Zeit (s) |
| ----- | ------------------- | ---- | -------- |
| 1     | Colin Jackson       | GBR  | 13,08    |
| 2     | Florian Schwarthoff | GER  | 13,16    |
| 3     | Tony Jarrett        | GBR  | 13,23    |
| 4     | Claude Edorh        | GER  | 13,41    |
| 5     | Mike Fenner         | GER  | 13,53    |
| 6     | Antti Haapakoski    | FIN  | 13,54    |
| 7     | Dan Philibert       | FRA  | 13,54    |
| 8     | George Boroi        | ROM  | 13,61    |

Finale: 12. August
Wind: +1,1 m/s
Europameister Colin Jackson hatte den Meisterschaftsrekord im Vorlauf auf 13,16 s (Rückenwind: 1,5 m/s) und im Halbfinale auf 13,04 s (Rückenwind: 1,0 m/s) verbessert.

### 400 m Hürden

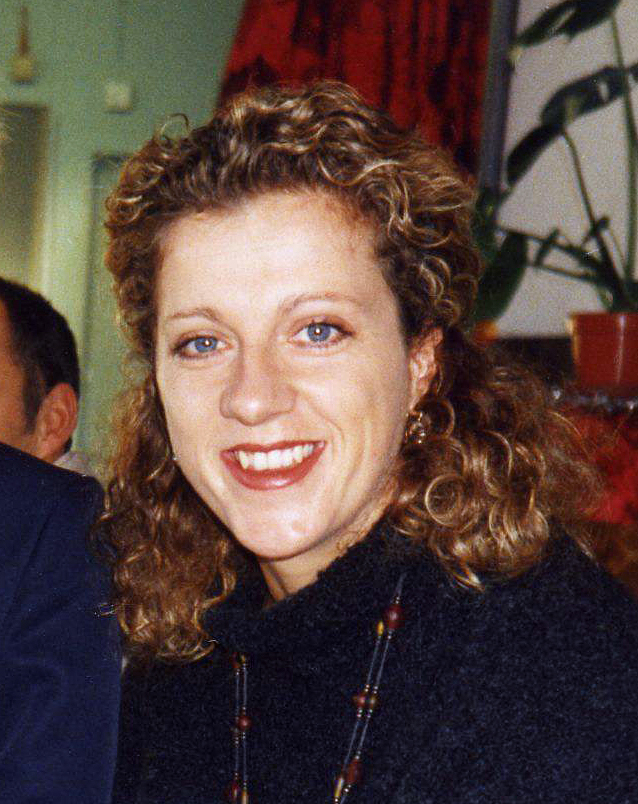
Sally Gunnell gewann mit mehr als einer Sekunde Vorsprung

| Platz | Athlet           | Land | Zeit (s) |
| ----- | ---------------- | ---- | -------- |
| 1     | Oleh Twerdochleb | UKR  | 48,06 NR |
| 2     | Sven Nylander    | SWE  | 48,22000 |
| 3     | Stéphane Diagana | FRA  | 48,23000 |
| 4     | Pedro Rodrigues  | POR  | 48,77 NR |
| 5     | Edgar Itt        | GER  | 49,11000 |
| 6     | Peter Crampton   | GBR  | 49,45000 |
| 7     | Vadim Zadoinov   | MDA  | 49,50000 |
| 8     | Cary Cadogan     | GBR  | 49,53000 |

Finale: 10. August

### 3000 m Hindernis
| Platz | Athlet                  | Land | Zeit (min)    |
| ----- | ----------------------- | ---- | ------------- |
| 1     | Alessandro Lambruschini | ITA  | 8:22,40000000 |
| 2     | Angelo Carosi           | ITA  | 8:23,53000000 |
| 3     | William Van Dijck       | BEL  | 8:24,86000000 |
| 4     | Mark Rowland            | GBR  | 8:26,00000000 |
| 5     | Wladimir Pronin         | RUS  | 8:26,33000000 |
| 6     | Martin Strege           | GER  | 8:26,36000000 |
| 7     | Jim Svenøy              | NOR  | 8:28,12 NU23R |
| 8     | Francesco Panetta       | ITA  | 8:28,25000000 |

Finale: 12. August

### 4 × 100 m Staffel
| Platz | Land         | Athleten | Zeit (s) |
| ----- | ------------ | --- | -------- |
| 1     | Frankreich   | Hermann Lomba Éric Perrot Jean-Charles Trouabal Daniel Sangouma                                               | 38,57    |
| 2     | Ukraine      | Serhij Ossowytsch Oleh Kramarenko Dmytro Wanjajikin Wladyslaw Dolohodin                                       | 38,98    |
| 3     | Italien      | Ezio Madonia Domenico Nettis Giorgio Marras Sandro Floris                                                     | 38,99    |
| 4     | Schweden     | Peter Karlsson Matias Ghansah Lars Hedner (Finale) Torbjörn Eriksson im Vorlauf außerdem: Thomas Leandersson  | 39,05    |
| 5     | Griechenland | Aléxandros Yenovélis Georgios Panagiotopoulos Alexios Alexopoulos Alexandros Terzian                          | 39,25    |
| 6     | Deutschland  | Holger Blume Steffen Görmer Michael Huke Marc Blume                                                           | 39,36    |
| 7     | Finnland     | Lasse Juusela Tero Ridanpää Ari Pakarinen Pertti Purola                                                       | 39,80    |
| DSQ   | Russland     | Andrei Fedoriw Alex Porkhomowski Oleg Fatun (Finale) Andrei Grigorjew im Vorlauf außerdem: Wiktor Maltschugin |          |

Finale: 13. August

### 4 × 400 m Staffel
| Platz | Land           | Athleten                                                                      | Zeit (min) |
| ----- | -------------- | ----------------------------------------------------------------------------- | ---------- |
| 1     | Großbritannien | David McKenzie Roger Black Brian Whittle Du’aine Ladejo                       | 2:59,13    |
| 2     | Frankreich     | Pierre-Marie Hilaire Jacques Farraudière Jean-Louis Rapnouil Stéphane Diagana | 3:01,11    |
| 3     | Russland       | Michail Wdowin Dmitri Bei Dmitri Kossow Dmitri Golowastow                     | 3:03,10    |
| 4     | Italien        | Marco Vaccari Fabio Grossi Ashraf Saber Alessandro Aimar                      | 3:03,46    |
| 5     | Deutschland    | Daniel Bittner Kai Karsten Lutz Becker Edgar Itt                              | 3:04,15    |
| 6     | Polen          | Piotr Rysiukiewicz Robert Maćkowiak Piotr Kotlarski Tomasz Czubak             | 3:04,22    |
| 7     | Finnland       | Ari Pinomaki Ilkka Yli-Tuomi Kari Louramo Vesa-Pekka Pihlavisto               | 3:04,55    |

Datum: 14. August
(nur sieben Staffeln am Start)

### 20 km Gehen

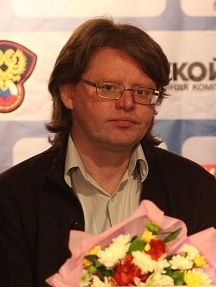
Michail Schtschennikow wurde im 20-km-Gehen Europameister mit einer Klassezeit

| Platz | Athlet                 | Land | Zeit (h)   |
| ----- | ---------------------- | ---- | ---------- |
| 1     | Michail Schtschennikow | RUS  | 1:18:45 CR |
| 2     | Jauhen Misjulja        | BLR  | 1:19:22000 |
| 3     | Valentí Massana        | ESP  | 1:20:33000 |
| 4     | Giovanni De Benedictis | ITA  | 1:20:39000 |
| 5     | Michail Orlow          | RUS  | 1:21:01000 |
| 6     | Giovanni Perricelli    | ITA  | 1:21:51000 |
| 7     | Igor Kollár            | SVK  | 1:22:23000 |
| 8     | Sándor Urbanik         | HUN  | 1:22:49000 |

Datum: 8. August

### 50 km Gehen
| Platz | Athlet              | Land | Zeit (h) |
| ----- | ------------------- | ---- | -------- |
| 1     | Waleri Spizyn       | RUS  | 3:41:07  |
| 2     | Thierry Toutain     | FRA  | 3:43:52  |
| 3     | Giovanni Perricelli | ITA  | 3:43:55  |
| 4     | Jesús Ángel García  | ESP  | 3:45:25  |
| 5     | Robert Korzeniowski | POL  | 3:45:57  |
| 6     | German Skurygin     | RUS  | 3:46:30  |
| 7     | Valentin Kononen    | FIN  | 3:47:14  |
| 8     | Andrei Plotnikow    | RUS  | 3:47:43  |

Datum: 8. August

### Hochsprung

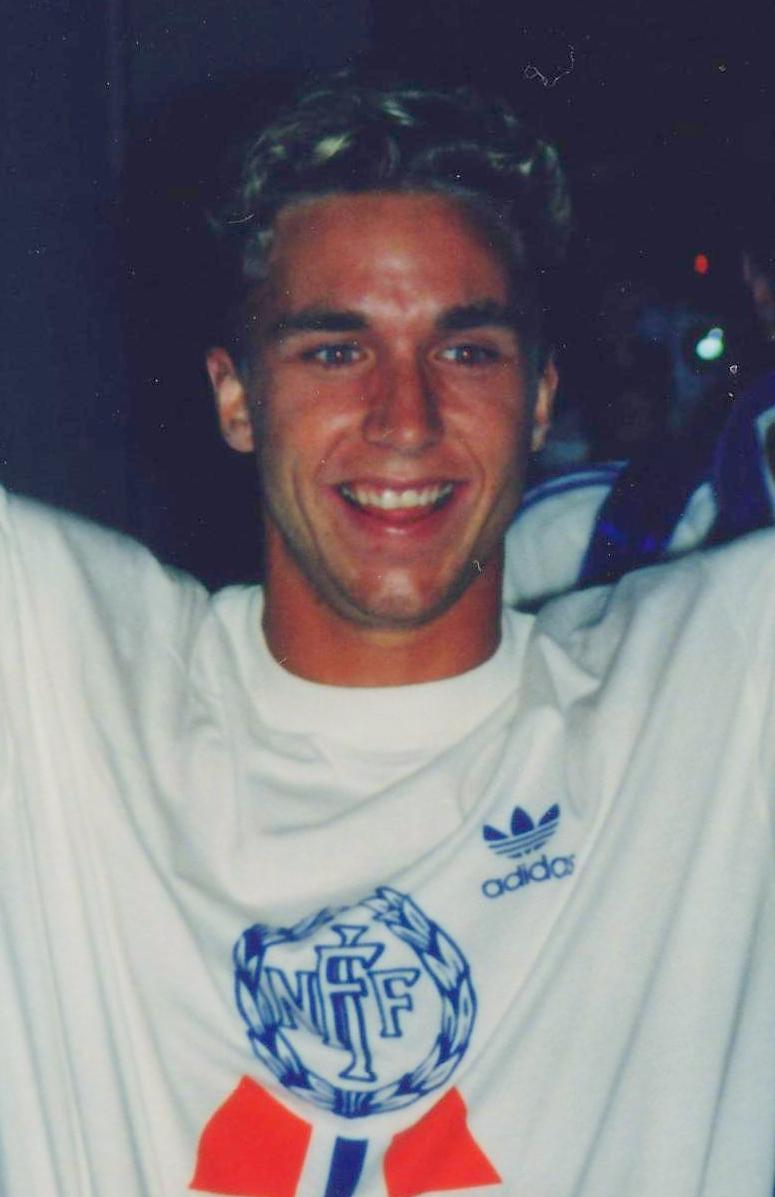
Steinar Hoen – Europameister mit Meisterschaftsrekord

| Platz | Athlet            | Land | Höhe (m) |
| ----- | ----------------- | ---- | -------- |
| 1     | Steinar Hoen      | NOR  | 2,35 CR  |
| 2     | Artur Partyka     | POL  | 2,33000  |
| 2     | Steve Smith       | GBR  | 2,33000  |
| 4     | Håkon Særnblom    | NOR  | 2,31000  |
| 5     | Jaroslaw Kotewicz | POL  | 2,31000  |
| 5     | Dragutin Topić    | SCG  | 2,31000  |
| 7     | Leonid Pumalainen | RUS  | 2,28000  |
| 8     | Lábros Papakóstas | GRE  | 2,28000  |

Finale: 9. August

### Stabhochsprung
| Platz | Athlet             | Land | Höhe (m) |
| ----- | ------------------ | ---- | -------- |
| 1     | Rodion Gataullin   | RUS  | 6,00 CR  |
| 2     | Igor Trandenkow    | RUS  | 5,90000  |
| 3     | Jean Galfione      | FRA  | 5,85000  |
| 4     | Philippe Collet    | FRA  | 5,80000  |
| 5     | Denis Petouchinski | RUS  | 5,80000  |
| 6     | Andrei Tivontschik | GER  | 5,70000  |
| 7     | Danny Krasnov      | ISR  | 5,70000  |
| 8     | Gianni Iapichino   | ITA  | 5,70000  |
| 8     | Valeri Bukrejev    | EST  | 5,70000  |

Finale: 11. August

### Weitsprung

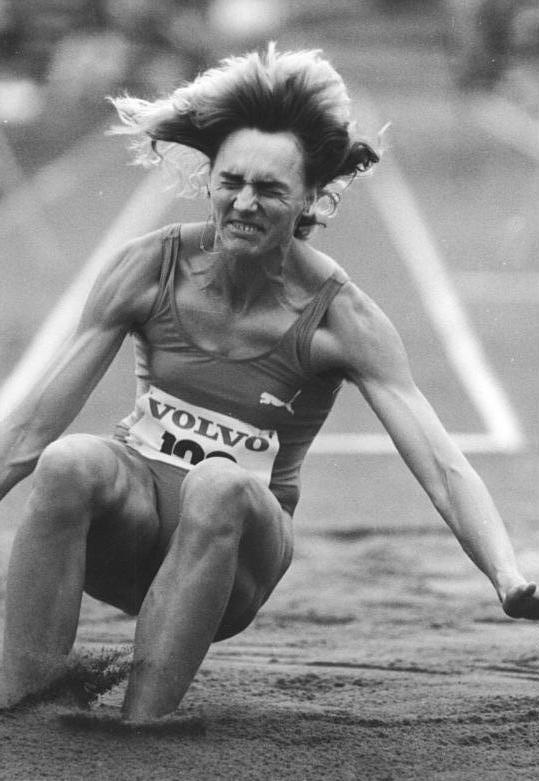
Heike Drechsler gewann den Weitsprung zum dritten Mal in Folge

| Platz | Athlet                  | Land | Weite (m) |
| ----- | ----------------------- | ---- | --------- |
| 1     | Iwajlo Mladenow         | BUL  | 8,09      |
| 2     | Milan Gombala           | CZE  | 8,04      |
| 3     | Konstandinos Koukodimos | GRE  | 8,01      |
| 4     | Bogdan Tudor            | ROM  | 7,99      |
| 5     | Dmitri Bagrjanow        | RUS  | 7,96      |
| 6     | Stanislaw Tarassenko    | RUS  | 7,93      |
| 7     | Witalij Kyrylenko       | UKR  | 7,92      |
| 8     | Erik Nijs               | BEL  | 7,89      |

Finale: 10. August

### Dreisprung
| Platz | Athlet              | Land | Weite (m) |
| ----- | ------------------- | ---- | --------- |
| 1     | Denis Kapustin      | RUS  | 17,62     |
| 2     | Serge Hélan         | FRA  | 17,55     |
| 3     | Māris Bružiks       | LAT  | 17,20     |
| 4     | Wassili Sokow       | RUS  | 16,97     |
| 5     | Gennadi Markow      | RUS  | 16,89     |
| 6     | Jonathan Edwards    | GBR  | 16,85     |
| 7     | Georges Sainte-Rose | FRA  | 16,59     |
| 8     | Audrius Raizgys     | LTU  | 16,59     |

Finale: 13. August

### Kugelstoßen
| Platz | Athlet             | Land | Weite (m) |
| ----- | ------------------ | ---- | --------- |
| 1     | Oleksandr Klymenko | UKR  | 20,78     |
| 2     | Oleksandr Bahatsch | UKR  | 20,34     |
| 3     | Roman Wirastjuk    | UKR  | 19,59     |
| 4     | Mika Halvari       | FIN  | 19,52     |
| 5     | Markus Koistinen   | FIN  | 19,51     |
| 6     | Dragan Perić       | SCG  | 19,40     |
| 7     | Pétur Guðmundsson  | ISL  | 19,34     |
| 8     | Paolo Dal Soglio   | ITA  | 19,15     |

Finale: 13. August

### Diskuswurf

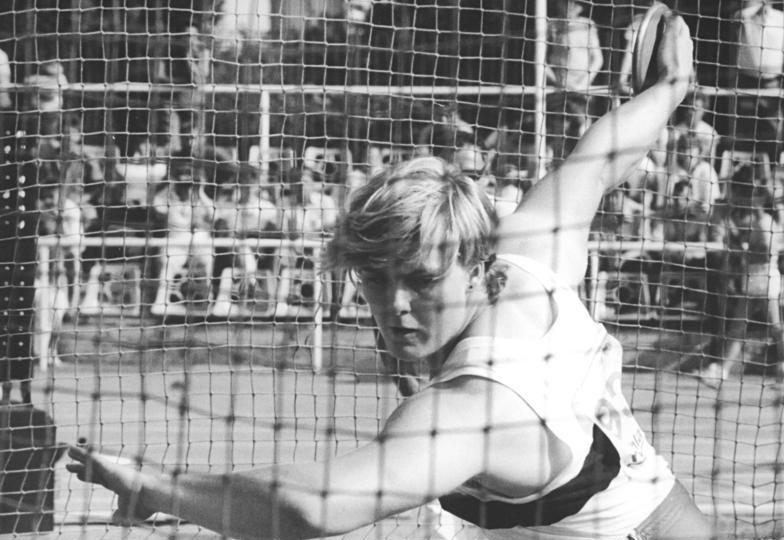
Ilke Wyludda – Diskuswurfeuropameisterin mit mehr als vier Metern Vorsprung

| Platz | Athlet                    | Land | Weite (m) |
| ----- | ------------------------- | ---- | --------- |
| 1     | Uladsimir Dubrouschtschyk | BLR  | 64,78     |
| 2     | Dmitri Schewtschenko      | RUS  | 64,56     |
| 3     | Jürgen Schult             | GER  | 64,18     |
| 4     | Nick Sweeney              | IRL  | 63,76     |
| 5     | Attila Horváth            | HUN  | 63,60     |
| 6     | Wolodymyr Sintschenko     | UKR  | 63,60     |
| 7     | Svein Inge Valvik         | NOR  | 62,02     |
| 8     | Costel Grasu              | ROM  | 61,40     |

Finale: 14. August

### Hammerwurf
| Platz | Athlet             | Land | Weite (m) |
| ----- | ------------------ | ---- | --------- |
| 1     | Wassili Sidorenko  | RUS  | 81,10     |
| 2     | Ihar Astapkowitsch | BLR  | 80,40     |
| 3     | Heinz Weis         | GER  | 78,48     |
| 4     | Igor Nikulin       | RUS  | 78,38     |
| 5     | Tibor Gécsek       | HUN  | 77,62     |
| 6     | Oleksandr Krykun   | UKR  | 76,08     |
| 7     | Christophe Épalle  | FRA  | 75,22     |
| 8     | Wadim Kolesnik     | UKR  | 75,22     |

Finale: 11. August

### Speerwurf
| Platz | Athlet                  | Land | Weite (m) |
| ----- | ----------------------- | ---- | --------- |
| 1     | Steve Backley           | GBR  | 85,20     |
| 2     | Seppo Räty              | FIN  | 82,90     |
| 3     | Jan Železný             | CZE  | 82,58     |
| 4     | Patrick Bodén           | SWE  | 81,34     |
| 5     | Raymond Hecht           | GER  | 81,18     |
| 6     | Mick Hill               | GBR  | 80,66     |
| 7     | Terry McHugh            | IRL  | 80,46     |
| 8     | Uladsimir Sassimowitsch | BLR  | 78,88     |

Finale: 8. August

### Zehnkampf
| Platz | Athlet            | Land | Punkte |
| ----- | ----------------- | ---- | ------ |
| 1     | Alain Blondel     | FRA  | 8453   |
| 2     | Henrik Dagård     | SWE  | 8362   |
| 3     | Lew Lobodin       | UKR  | 8201   |
| 4     | Christian Plaziat | FRA  | 8127   |
| 5     | Stefan Schmid     | GER  | 8109   |
| 6     | Sándor Munkacsi   | HUN  | 8071   |
| 7     | Tomáš Dvořák      | CZE  | 8065   |
| 8     | Dezső Szabó       | HUN  | 7995   |

Datum: 12./13. August
Gewertet wurde nach der auch heute gültigen Punktetabelle von 1985.

## Resultate Frauen

### 100 m
| Platz | Athletin              | Land | Zeit (s) |
| ----- | --------------------- | ---- | -------- |
| 1     | Irina Priwalowa       | RUS  | 11,02    |
| 2     | Schanna Tarnopolskaja | UKR  | 11,10    |
| 3     | Melanie Paschke       | GER  | 11,28    |
| 4     | Anelija Nunewa        | BUL  | 11,40    |
| 5     | Nelli Cooman          | NED  | 11,40    |
| 6     | Petja Pendarewa       | BUL  | 11,41    |
| 7     | Sanna Hernesniemi     | FIN  | 11,43    |
| 8     | Marina Trandenkowa    | RUS  | 11,52    |

Finale: 8. August
Wind: +0,6 m/s

### 200 m
| Platz | Athletin              | Land | Zeit (s) |
| ----- | --------------------- | ---- | -------- |
| 1     | Irina Priwalowa       | RUS  | 22,32    |
| 2     | Schanna Tarnopolskaja | UKR  | 22,77    |
| 3     | Galina Maltschugina   | RUS  | 22,90    |
| 4     | Silke-Beate Knoll     | GER  | 22,99    |
| 5     | Maia Asaraschwili     | GEO  | 23,01    |
| 6     | Sanna Hernesniemi     | FIN  | 23,24    |
| 7     | Lucrécia Jardim       | POR  | 23,28    |
| 8     | Slatka Georgiewa      | BUL  | 23,46    |

Finale: 11. August
Wind: +0,2 m/s

### 400 m
| Platz | Athletin               | Land | Zeit (s) |
| ----- | ---------------------- | ---- | -------- |
| 1     | Marie-José Pérec       | FRA  | 50,33    |
| 2     | Swetlana Gontscharenko | RUS  | 51,24    |
| 3     | Phylis Smith           | GBR  | 51,30    |
| 4     | Jelena Andrejewa       | RUS  | 51,65    |
| 5     | Anja Rücker            | GER  | 51,85    |
| 6     | Melanie Neef           | GBR  | 52,10    |
| 7     | Daniela Spassowa       | BUL  | 52,25    |
| 8     | Francine Landre        | FRA  | 52,57    |

Finale: 11. August

### 800 m
| Platz | Athletin             | Land | Zeit (min) |
| ----- | -------------------- | ---- | ---------- |
| 1     | Ljubow Gurina        | RUS  | 1:58,55    |
| 2     | Natallja Duchnowa    | BLR  | 1:58,55    |
| 3     | Ljudmila Rogatschowa | RUS  | 1:58,69    |
| 4     | Małgorzata Rydz      | POL  | 1:59,12    |
| 5     | Ann Griffiths        | GBR  | 1:59,81    |
| 6     | Carla Sacramento     | POR  | 2:00,01    |
| 7     | Patricia Djaté       | FRA  | 2:00,34    |
| 8     | Anna Brzesinska      | POL  | 2:00,41    |

Finale: 10. August

### 1500 m
| Platz | Athletin               | Land | Zeit (min) |
| ----- | ---------------------- | ---- | ---------- |
| 1     | Ljudmila Rogatschowa   | RUS  | 4:18,93    |
| 2     | Kelly Holmes           | GBR  | 4:19,30    |
| 3     | Jekaterina Podkopajewa | RUS  | 4:19,37    |
| 4     | Ljubow Kremljowa       | RUS  | 4:19,77    |
| 5     | Małgorzata Rydz        | POL  | 4:19,80    |
| 6     | Carla Sacramento       | POR  | 4:20,62    |
| 7     | Ellen Kießling         | GER  | 4:20,79    |
| 8     | Maite Zúñiga           | ESP  | 4:20,83    |

Finale: 14. August

### 3000 m

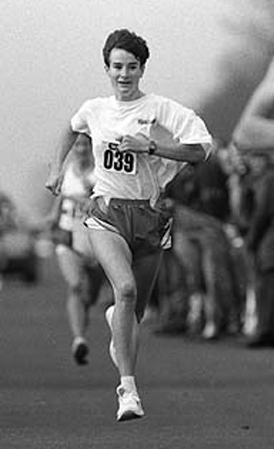
Sonia O’Sullivan beherrschte die Konkurrenz

| Platz | Athletin           | Land | Zeit (min) |
| ----- | ------------------ | ---- | ---------- |
| 1     | Sonia O’Sullivan   | IRL  | 8:31,84    |
| 2     | Yvonne Murray      | GBR  | 8:36,48    |
| 3     | Gabriela Szabo     | ROM  | 8:40,08    |
| 4     | Olga Tschurbanowa  | RUS  | 8:40,48    |
| 5     | Ljudmila Borissowa | RUS  | 8:41,71    |
| 6     | Alison Wyeth       | GBR  | 8:45,76    |
| 7     | Farida Fates       | FRA  | 8:46,04    |
| 8     | Nadia Dandolo      | ITA  | 8:49,42    |

Finale: 10. August

### 10.000 m
| Platz | Athletin           | Land | Zeit (min) |
| ----- | ------------------ | ---- | ---------- |
| 1     | Fernanda Ribeiro   | POR  | 31:08,75   |
| 2     | Conceição Ferreira | POR  | 31:32,82   |
| 3     | Daria Nauer        | SUI  | 31:35,96   |
| 4     | Kathrin Weßel      | GER  | 31:38,75   |
| 5     | Cristina Misaros   | ROM  | 31:41,03   |
| 6     | Maria Guida        | ITA  | 31:42,14   |
| 7     | Fernanda Marques   | POR  | 31:53,12   |
| 8     | Klara Kaschapowa   | RUS  | 31:55,99   |

Datum: 13. August

### Marathon
| Platz | Athletin              | Land | Zeit (h) |
| ----- | --------------------- | ---- | -------- |
| 1     | Maria Manuela Machado | POR  | 2:29:54  |
| 2     | Maria Curatolo        | ITA  | 2:30:33  |
| 3     | Adriana Barbu         | ROM  | 2:30:55  |
| 4     | Ornella Ferrara       | ITA  | 2:31:57  |
| 5     | Anuța Cătună          | ROM  | 2:32:51  |
| 6     | Ritva Lemettinen      | FIN  | 2:32:05  |
| 7     | Kirsi Rauta           | FIN  | 2:33:32  |
| 8     | Rosanna Munerotto     | ITA  | 2:34:32  |

Datum: 7. August

#### Marathon-Cup
| Platz | Land           | Athleten                                            | Zeit (h) |
| ----- | -------------- | --------------------------------------------------- | -------- |
| 1     | Italien        | Maria Curatolo Ornella Ferrara Rosanna Munerotto    | 7:37:02  |
| 2     | Rumänien       | Adriana Barbu Anuța Cătună Lidia Slavuteanu         | 7:40:00  |
| 3     | Finnland       | Ritva Lemettinen Kirsi Rauta Pia Ruotsalainen       | 7:49:35  |
| 4     | Frankreich     | Marie-Helene Ohier Maryse le Gallo Isabelle Guillot | 7:56:24  |
| 5     | Großbritannien | Danielle Sanderson Marion Sutton Lesley Turner      | 8:02:19  |
| 6     | Polen          | Isabela Zatorska Anna Rybicka Marzanna Helbik       | 8:03:32  |
| 7     | Russland       | Firija Sultanowa Ramilja Burangulowa Olga Michurina | 8:09:10  |

Datum: 7. August
Im Marathonlauf gab es zusätzlich auch eine Teamwertung, für die die Zeiten der drei besten Läuferinnen je Nation addiert wurden. Die Wertung zählte allerdings nicht zum offiziellen Medaillenspiegel.
(nur sieben Teams in der Wertung)

### 100 m Hürden
| Platz | Athletin              | Land | Zeit (s) |
| ----- | --------------------- | ---- | -------- |
| 1     | Swetla Dimitrowa      | BUL  | 12,72    |
| 2     | Julija Graudyn        | RUS  | 12,93    |
| 3     | Jordanka Donkowa      | BUL  | 12,93    |
| 4     | Brigita Bukovec       | SLO  | 13,01    |
| 5     | Tatjana Reschetnikowa | RUS  | 13,06    |
| 6     | Julie Baumann         | SUI  | 13,10    |
| 7     | Jackie Agyepong       | GBR  | 13,17    |
| 8     | Anne Piquereau        | FRA  | 13,25    |

Finale: 9. August
Wind: −1,7 m/s

### 400 m Hürden
| Platz | Athletin              | Land | Zeit (s) |
| ----- | --------------------- | ---- | -------- |
| 1     | Sally Gunnell         | GBR  | 53,33    |
| 2     | Silvia Rieger         | GER  | 54,68    |
| 3     | Anna Knoros           | RUS  | 54,68    |
| 4     | Heike Meißner         | GER  | 54,79    |
| 5     | Tazjana Kurotschkina  | BLR  | 55,18    |
| 6     | Tetjana Tereschtschuk | UKR  | 55,53    |
| 7     | Olga Nasarowa         | RUS  | 55,98    |
| 8     | Gowry Retchakan       | GBR  | 56,05    |

Finale: 13. August

### 4 × 100 m Staffel
| Platz | Land           | Athletinnen | Zeit (s) |
| ----- | -------------- | --- | -------- |
| 1     | Deutschland    | Melanie Paschke Silke-Beate Knoll Bettina Zipp Silke Lichtenhagen                                                               | 42,90    |
| 2     | Russland       | Natalja Anissimowa Marina Trandenkowa Galina Maltschugina Irina Priwalowa (Finale) im Vorlauf außerdem: Jekaterina Leschtschowa | 42,96    |
| 3     | Bulgarien      | Dessislawa Dimitrowa Swetla Dimitrowa Anelija Nunewa Petja Pendarewa                                                            | 43,00    |
| 4     | Ukraine        | Antonija Sljusar Wiktorija Formenko Iryna Sljusar Schanna Tarnopolskaja (Finale) im Vorlauf außerdem: Anschela Krawtschenko     | 43,61    |
| 5     | Großbritannien | Stephanie Douglas Katherine Merry Simonne Jacobs Paula Thomas                                                                   | 43,63    |
| 6     | Niederlande    | Claudia Elissen Jacqueline Poelman Karin De Lange Monique Boogards                                                              | 43,81    |
| 7     | Finnland       | Anu Pirttimaa Tarja Leveelahti Sanna Hernesniemi Marja Salmela                                                                  | 43,96    |
| 8     | Italien        | Carla Tuzzi Laura Ardissone Annarita Balzani Giada Galina                                                                       | 44,46    |

Finale: 13. August

### 4 × 400 m Staffel
| Platz | Land           | Athletinnen | Zeit (min) |
| ----- | -------------- | --- | ---------- |
| 1     | Frankreich     | Francine Landre Évelyne Élien Viviane Dorsile Marie-José Pérec (Finale) im Vorlauf außerdem: Marie-Line Scholent                    | 3:22,34    |
| 2     | Russland       | Natalja Chruschtscheljowa Jelena Andrejewa Tatjana Sacharowa Swetlana Gontscharenko (Finale) im Vorlauf außerdem: Jelena Goleschewa | 3:24,06    |
| 3     | Deutschland    | Karin Janke Heike Meißner (Finale) Uta Rohländer Anja Rücker im Vorlauf außerdem: Linda Kisabaka                                    | 3:24,10    |
| 4     | Großbritannien | Melanie Neef Linda Keough Phylis Smith Sally Gunnell                                                                                | 3:24,14    |
| 5     | Tschechien     | Naděžda Koštovalová Hana Benešová Erika Suchovská (Finale) Ludmila Formanová im Vorlauf außerdem: Helena Dziurová                   | 3:27,95    |
| 6     | Schweiz        | Regula Aebi (Finale) Kathrin Lüthi Martha Grossenbacher Anita Protti im Vorlauf außerdem: Michèle Schenk                            | 3:28,78    |
| 7     | Polen          | Barbara Grzywocz Monika Warnicka Sylwia Pachut Elzbieta Kilinska                                                                    | 3:29,75    |
| 8     | Finnland       | Aila Haikkonen Heidi Suomi Satu Jaaskelainen Sonja Finell                                                                           | 3:32,97    |

Finale: 14. August

### 10 km Gehen

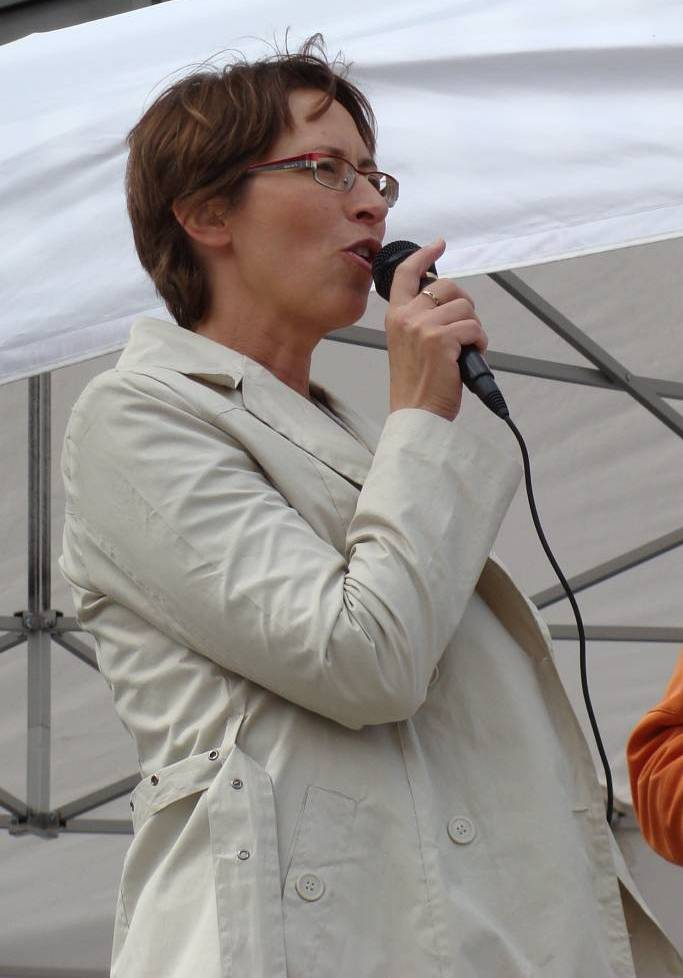
Europameistertitel für Sari Essayah (hier als Politikerin im Jahr 2009)

| Platz | Athletin           | Land | Zeit (min) |
| ----- | ------------------ | ---- | ---------- |
| 1     | Sari Essayah       | FIN  | 42:37 CR   |
| 2     | Annarita Sidoti    | ITA  | 42:43000   |
| 3     | Jelena Nikolajewa  | RUS  | 42:43000   |
| 4     | Jelena Arschinzewa | RUS  | 43:23000   |
| 5     | Larissa Ramasanowa | RUS  | 43:25000   |
| 6     | Natallja Misjulja  | BLR  | 43:39000   |
| 7     | Elisabetta Perrone | ITA  | 43:47000   |
| 8     | Susana Feitor      | POR  | 43:47000   |

Datum: 9. August

### Hochsprung
| Platz | Athletin                 | Land | Höhe (m) |
| ----- | ------------------------ | ---- | -------- |
| 1     | Britta Bilač             | SLO  | 2,00     |
| 2     | Jelena Guljajewa         | RUS  | 1,96     |
| 3     | Nelė Žilinskienė         | LTU  | 1,93     |
| 4     | Inha Babakowa            | UKR  | 1,93     |
| 5     | Hanne Haugland           | NOR  | 1,93     |
| 6     | Heike Balck              | GER  | 1,93     |
| 7     | Swetlana Issaewa-Lessewa | BUL  | 1,90     |
| 7     | Jelena Toptschina        | RUS  | 1,90     |

Finale: 14. August

### Weitsprung
| Platz | Athletin               | Land | Weite (m) |
| ----- | ---------------------- | ---- | --------- |
| 1     | Heike Drechsler        | GER  | 7,14      |
| 2     | Inessa Krawez          | UKR  | 6,99      |
| 3     | Fiona May              | ITA  | 6,90      |
| 4     | Renata Nielsen         | DEN  | 6,82      |
| 5     | Ljudmila Ninova-Rudoll | AUT  | 6,80      |
| 6     | Agata Karczmarek       | POL  | 6,67      |
| 7     | Irina Muschailowa      | RUS  | 6,62      |
| 8     | Iwa Prandschewa        | BUL  | 6,56      |

Finale: 12. August

### Dreisprung
| Platz | Athletin         | Land | Weite (m) |
| ----- | ---------------- | ---- | --------- |
| 1     | Anna Birjukowa   | RUS  | 14,89 CR  |
| 2     | Inna Lassowskaja | RUS  | 14,85 w0  |
| 3     | Inessa Krawez    | UKR  | 14,67 w0  |
| 4     | Iolanda Tschen   | RUS  | 14,48 w0  |
| 5     | Rodica Petrescu  | ROM  | 14,42000  |
| 6     | Šárka Kašpárková | CZE  | 13,98000  |
| 7     | Ramona Molzan    | GER  | 13,82000  |
| 8     | Helga Radtke     | GER  | 13,77000  |

Finale: 8. August
In diesem Wettbewerb musste eine Athletin wegen Dopingmissbrauchs disqualifiziert werden. Die zunächst viertplatzierte Bulgarin Sofia Boschanowa wurde positiv getestet auf das Amphetamin Mesocarb. Die auf den Rängen ab fünf liegenden Dreispringerinnen rückten in der Ergebnisliste um jeweils einen Rang nach vorne.

### Kugelstoßen
| Platz | Athletin              | Land | Weite (m) |
| ----- | --------------------- | ---- | --------- |
| 1     | Wita Pawlysch         | UKR  | 19,61     |
| 2     | Astrid Kumbernuss     | GER  | 19,49     |
| 3     | Swetla Mitkowa        | BUL  | 19,49     |
| 4     | Stephanie Storp       | GER  | 19,39     |
| 5     | Larissa Peleschenko   | RUS  | 19,01     |
| 6     | Kathrin Neimke        | GER  | 18,94     |
| 7     | Walentyna Fedjuschyna | UKR  | 18,91     |
| 8     | Anna Romanowa         | RUS  | 18,40     |

Finale: 7. August

### Diskuswurf
| Platz | Athletin             | Land | Weite (m) |
| ----- | -------------------- | ---- | --------- |
| 1     | Ilke Wyludda         | GER  | 68,72     |
| 2     | Elina Swerawa        | BLR  | 64,46     |
| 3     | Mette Bergmann       | NOR  | 64,34     |
| 4     | Nicoleta Grasu       | ROM  | 63,64     |
| 5     | Olga Tschernjawskaja | RUS  | 62,54     |
| 6     | Jana Lauren          | GER  | 60,44     |
| 7     | Marie-Paule Geldhof  | BEL  | 59,48     |
| 8     | Ljudmila Filimonowa  | BLR  | 59,46     |

Finale: 10. August

### Speerwurf
| Platz | Athletin           | Land | Weite (m) |
| ----- | ------------------ | ---- | --------- |
| 1     | Trine Hattestad    | NOR  | 68,00     |
| 2     | Karen Forkel       | GER  | 66,10     |
| 3     | Felicia Țilea      | ROM  | 64,34     |
| 4     | Silke Gast         | GER  | 62,90     |
| 5     | Rita Ramanauskaitė | LTU  | 61,54     |
| 6     | Tanja Damaske      | GER  | 61,32     |
| 7     | Kinga Zsigmond     | HUN  | 59,74     |
| 8     | Antoaneta Selenska | BUL  | 57,76     |

Finale: 12. August

### Siebenkampf
| Platz | Athletin               | Land | Punkte |
| ----- | ---------------------- | ---- | ------ |
| 1     | Sabine Braun           | GER  | 6419   |
| 2     | Rita Ináncsi           | HUN  | 6404   |
| 3     | Urszula Włodarczyk     | POL  | 6322   |
| 4     | Larissa Turtschinskaja | RUS  | 6311   |
| 5     | Swetlana Moskalez      | RUS  | 6308   |
| 6     | Peggy Beer             | GER  | 6275   |
| 7     | Remigija Nazarovienė   | LTU  | 6262   |
| 8     | Tina Rättyä            | FIN  | 6241   |

Datum: 8./9. August
Gewertet nach der auch heute gültigen Punktetabelle von 1985.